# Kazimierz Jesionek
Kazimierz Władysław Jesionek (ur. 12 września 1949) – polski samorządowiec i prawnik, w latach 1998–2001 przewodniczący sejmiku świętokrzyskiego I kadencji, w latach 2001–2002 członek zarządu województwa  świętokrzyskiego.

## Życiorys
Wychowywał się w Sandomierzu. W 1973 ukończył studia prawnicze na Uniwersytecie Jagiellońskim, po czym do 1989 pracował jako prokurator (m.in. w Prokuraturze Rejonowej w Starachowicach). Później wyjechał na dwa lata do Stanów Zjednoczonych, następnie w 1992 rozpoczął praktykę w zawodzie adwokata. Był pełnomocnikiem m.in. Henryka Długosza, Wojciecha Bernatowicza i klubu piłkarskiego Jagiellonia Białystok.
Zaangażował się w działalność polityczną w ramach Sojuszu Lewicy Demokratycznej, został wiceszefem krajowego sądu partyjnego. W 1998 wybrany radnym sejmiku świętokrzyskiego, następnie objął funkcję jego przewodniczącego. 20 października 2001 został wybrany członkiem nowego zarządu województwa, odpowiedzialnym m.in. za infrastrukturę i środowisko. Zakończył pełnienie funkcji 27 listopada 2002 wraz z całym zarządem, w tym samym roku bez powodzenia ubiegał się o reelekcję. W 2003 został szefem starachowickich struktur SLD.
Ponownie wystartował w wyborach do sejmiku także w 2006 i 2010, zaś w 2014 – do rady powiatu starachowickiego. Kandydował do Senatu w okręgu nr 82 w wyborach parlamentarnych w 2011 i w uzupełniających w 2014 (zajmując odpowiednio 3 i 4 miejsce na 6 kandydatów).

## Życie prywatne
Żonaty z Grażyną, radcą prawnym. Mają dwoje dzieci również pracujących w zawodach prawniczych.